# Rikard Josefson
Rikard Josefson, född 13 november 1965, är en svensk fil.kand. i ekonomi och företagsledare.
Josefson var verkställande direktör för Avanza mellan åren 2017-2023. Dessförinnan var han VD för Länsförsäkringar Bank under åren 2011–2017. Från år 1986 hade han flera tjänster inom SEB.
Josefson har en fil.kand. i ekonomi från Stockholms universitet.